# Raimond Kaugver
Raimond Kaugver (* 25. Februar 1926 in Rakvere; † 24. Januar 1992 in Tallinn) war ein estnischer Schriftsteller.

## Leben und Werk

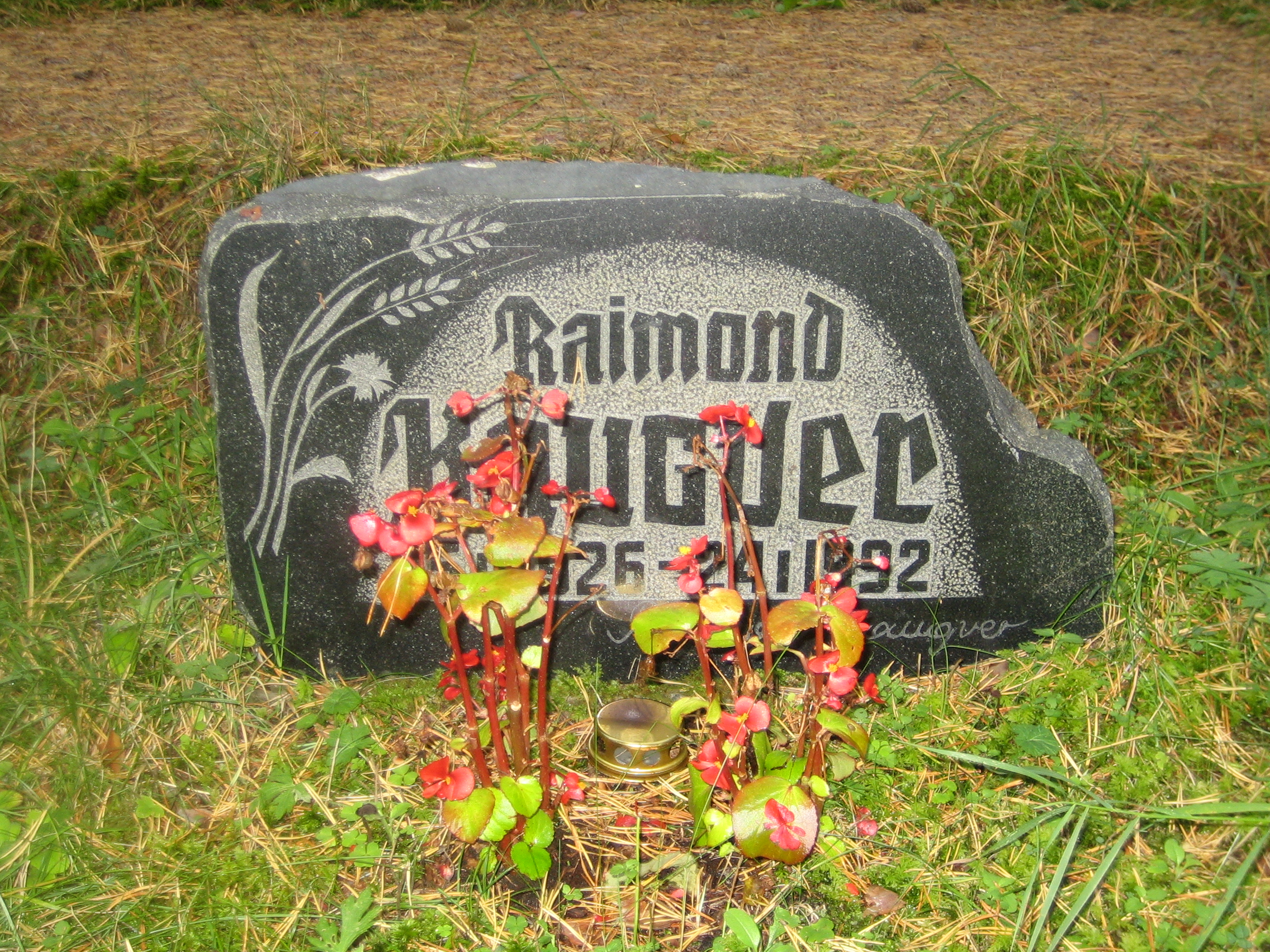
Grab auf dem Tallinner Waldfriedhof

Raimond Kaugver wurde in die Familie eines Buchhalters im mittelestnischen Rakvere geboren. Von 1937 bis 1943 besuchte er das Progymnasium und das Gymnasium in Rakvere. 1943 floh er während der deutschen Besetzung Estlands vor der Zwangsrekrutierung nach Finnland. Dort kämpfte er als estnischer Freiwilliger im Fortsetzungskrieg gegen die Sowjetunion. 1944 kam er nach Estland zurück und kämpfte auf deutscher Seite gegen die Rote Armee weiter. Er geriet in sowjetische Gefangenschaft.
Von 1945 bis 1949 war Kaugver in einem Arbeitslager in der Nähe von Workuta nördlich des Polarkreises (damals Autonome Sozialistische Sowjetrepublik der Komi) interniert.  Seine Erinnerungen an dieser Zeit hat er später in der memoirenhaften Kurzprosasammlung Kirjad laagrist (1989) zusammengefasst.
1949 durfte Kaugver in seine estnische Heimat zurückkehren. Von 1950 bis 1961 war er bei der Tallinner Straßenbahn beschäftigt. Später verdiente er seinen Unterhalt als Bergmann, stellvertretender Direktor eines Ferienheims und im Theater.
Ab 1964 war Kaugver als freiberuflicher Schriftsteller tätig. Viele seiner Werke konnten allerdings erst Ende der 1980er Jahre bzw. nach Wiederherstellung der estnischen Unabhängigkeit erscheinen. Einiges schrieb der produktive Kaugver bewusst für die Schublade. So befasste er sich etwa in seinem 1966 geschriebenen Roman Nelikümmend küünalt („Vierzig Kerzen“) mit dem Schicksal seiner Generation während des Zweiten Weltkriegs und danach. Das Buch mit seinen stark autobiographischen Elementen konnte erst 1995 erscheinen.
Neben zahlreichen Prosatexten hat Kaugver über zwanzig Hörspiele für das estnische Radio und einige Theaterstücke verfasst.
Raimond Kaugver hat auf dem Tallinner Waldfriedhof seine letzte Ruhestätte gefunden.

## Werke (Auswahl)

### Romane
- Keskpäevavalgus (1962)
- Igapäevane leib (1964)
- Seitsmendas Läänes (1965)
- Jumalat ei ole kodus (1971)
- Ja kõik on kuhugi teel (1974)
- Suurte arvude seadus (1978)
- Disko (1982)
- Vana mees tahab koju (1983; verfilmt 1991)
- Meie pole süüdi (1984; deutsch „Was heißt hier schuldig?“, 1990; 1986 unter dem Titel Õnnelind flamingo verfilmt)
- Pariisi lõbusad naised (1985)
- Tee isa juurde (1987)
- Kas ema südant tunned sa? (1988)
- Laev keset rägastikku (1990)
- Postuumselt rehabiliteeritud (1990)
- Peotäis tolmu (1992)
- Laevad kaotavad tüüri (postum 1993, verfasst 1951)
- Nelikümmend küünalt (postum 1995, verfasst 1966)
- Sillad põlevad (Kurzroman, postum 2007)
- Põhjavalgus (postum 2010)

### Novellen- und Erzählsammlungen
- 60 minutit (1968)
- Tuuleveskid (1974)
- Külalisteraamat (1977)
- Oh mis kena maailm (1983)
- Kirjad laagrist (1989)

### Erzählung
- Keerdtrepp (1976)

### Theaterstücke
- Oma saar (1970)
- Rong väljub hommikul (1971; deutsch „Die Züge fahren am Morgen“, 1980)
- Saturnuse lapsed (1989)

## Auszeichnungen
Für seine Novelle Elupäästja („Der Lebensretter“) erhielt Kaugver 1989 den renommierten Friedebert-Tuglas-Preis.

## Sekundärliteratur
- Cornelius Hasselblatt: Geschichte der estnischen Literatur. Berlin, New York 2006 (ISBN 3-11-018025-1), S. 612 und 726